# Eyalato de Kars
El eyalato de Kars (en turco otomano: ایالت قارص; Eyālet-i Qārṣ‎) fue un eyalato (provincia) del Imperio otomano. Su área, según informes del siglo XIX, era de 16 090 km².
La actual ciudad turca de Kars, que había sido arrasada por Tamerlán en 1368, fue reconstruido como una fortaleza otomana en 1579 (en 1580 según otras fuentes) por Lala Mustafa Pasha, y se convirtió en el capital de una eyalato de seis sanjaks y también en un lugar de peregrinación. Fue conquistada por el sah persa Abás el Grande en 1604 y reconstruida por los turcos en 1616.
El tamaño de la guarnición de Kars en 1640 era de 1.303 hombres, 1002 jenízaros y 301 reclutas locales.

## Divisiones administrativas
Los sanjacados del eyalato de Kars en el siglo XVII:
1. Sancajado del Pequeño Erdehan (Göle)
2. Sancajado de Hujujan
3. Sancajado de Zarshad
4. Sancajado de Kechran
5. Sancajado de Kaghizman
6. Sancajado de Kars, tla sede del Pasha